# Macaca tonkeana
Macaca tonkeana é uma espécie de Macaco do Velho Mundo da subfamília Cercopithecinae endêmico das Celebes e das Ilhas Togian na Indonésia. É ameaçado de extinção devido à perda de seu habitat.